# Ковальчук Сергій Вікторович
Сергі́́й Ві́кторович Ковальчу́к (нар. 15 квітня 1995 — 1 жовтня 2014) — солдат Збройних сил України,  учасник російсько-української війни.

## Життєвий шлях
Народився 1995 року в селі Новогурівка (Криничанський район, Дніпропетровська область). Навчався у Щорському СПТУ № 71, здобув професії водія-механіка та механізатора. 10 вересня 2013 року розпочав військову службу за контрактом, військовослужбовець 25-ї Дніпропетровської окремої повітряно-десантної бригади.
З перших днів війни був на фронті — під Слов'янськом, потім під Дебальцевим.
27 липня 2014 року зазнав важкого осколкового поранення у голову в бою під Дебальцевим. Після кількох операцій перебував у комі. 1 2014 року жовтня помер у Київському військовому клінічному центрі.
Похований в селі Новогурівка, Криничанський район.
Без Сергія лишились батьки Віктор Валентинович і Олена Валеріївна та молодша сестра Варя.

## Нагороди і вшанування
За особисту мужність і героїзм, виявлені у захисті державного суверенітету та територіальної цілісності України, вірність військовій присязі під час російсько-української війни, відзначений — нагороджений
- 14 березня 2015 року — орденом За мужність III ступеня (посмертно)[1]
- Його портрет розміщений на меморіалі «Стіна пам'яті полеглих за Україну» у Києві: секція 4, ряд 10, місце 20